# Josefine Welsch
Josefine Welsch (* 9. November 1876 in Wien; † 25. Jänner 1959 ebenda) war eine österreichische Politikerin (SDAP). Welsch war von 1927 bis 1934 Abgeordnete zum Landtag von Niederösterreich (II. und III. Gesetzgebungsperiode). 
Welsch besuchte nach der Volksschule die Bürgerschule und in der Folge die Fortbildungsschule. Sie absolvierte danach eine Lehre als Kleidermacherin und war als Manipulantin in einer Stickerei beschäftigt. Welsch lebte als Friseurgattin in Liesing und gehörte dem Gemeinderat an. Zudem war sie Vorsitzende der sozialdemokratischen Frauenorganisation des Viertels unter dem Wienerwald. Welsch vertrat die Sozialdemokratische Arbeiterpartei zwischen dem 20. Mai 1927 und dem 16. Februar 1934 im Niederösterreichischen Landtag. Sie verlor ihr Mandat im Zuge des Österreichischen Bürgerkriegs und dem Verbot der SDAP.
Die Welschgasse in Wien-Liesing ist nach ihr benannt (⊙).